# Єдині норми і розцінки
Єди́ні но́рми і ро́зцінки (ЕНіР) — встановлені для галузі (наприклад, для будівництва) граничні трудовитрати і розмір оплати за виконання одиниці обсягу робіт певним складом робітників. Як одиниця об'єму робіт може використовуватися окрема дія чи комплекс робіт.
Рівень продуктивності праці можна охарактеризувати також витратами робочого часу на одиницю будівельної продукції, які регламентуються офіційними нормами часу і розцінок, що видаються у вигляді довідників, що звуться «Єдиними нормами і розцінками на будівельні, монтажні та ремонтно-будівельні роботи» (ЕНіР).